# Exetastes nitidus
Exetastes nitidus là một loài tò vò trong họ Ichneumonidae.